# Heizungsherd

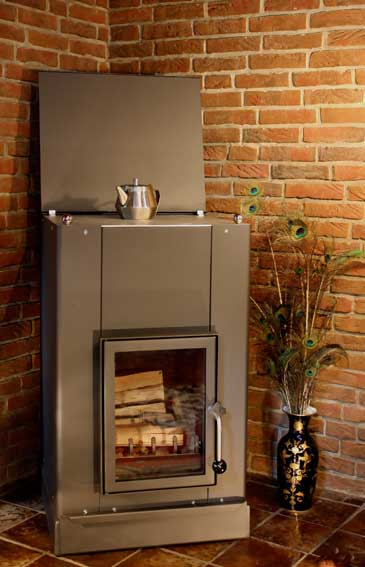
Ein wasserführender Heizungsherd mit Kochfeld

Ein Heizungsherd ist ein Kaminofen mit einem Kochfeld (eventuell auch einem Backfach), der zusätzlich über eine Wasserführung warmes Wasser in die Zentralheizung einspeist. Gegebenenfalls kann er auch warmes Brauchwasser erzeugen. Heizungsherde werden nach einer eigenen technischen Norm geprüft.

## Vorteile

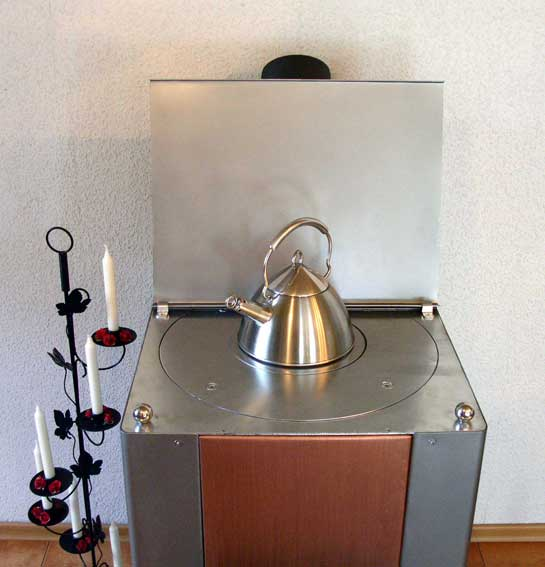
Das Kochfeld eines wasserführenden Heizungsherds

Wasserführende Heizungsherde ermöglichen die Beheizung des ganzen Hauses, da die von ihnen erzeugte Energie in die Heizkörper der Räume gelangt. Darüber hinaus können sie die Wärme für die Heißwasserversorgung für Dusche und Bad decken. Das Kochfeld kann zum Erhitzen oder Warmhalten von Speisen dienen. Ebenso kann ein evtl. vorhandenes Backfach zum Backen genutzt werden. Bei herkömmlichen Kaminöfen erfolgt der Wärmetransport nur durch die im Kaminzimmer erhitzte Luft und evtl. direkt benachbarte oder oberhalb gelegene Räume, da erhitzte Luft nur aufsteigen kann. Räume unterhalb des Kaminzimmers können ohne den Einbau zusätzlicher Geräte nicht beheizt werden.
Öfen, bei denen das Kochen und Backen im Vordergrund steht und das Beheizen nur nebensächlich ist, werden als Tischherde bezeichnet.

## Einsatz / Verwendung
Wasserführende Heizungsherde werden an eine wasserführende Heizungsanlage des Hauses angeschlossen. Sie dienen somit der Beheizung des Aufstellungsraums und liefern ihre „überschüssige“ Energie als Heizwärme in das Heizungsnetz des Wohnhauses. Die Wärme gelangt somit über das Heizungsnetz zu den Heizkörpern in den einzelnen Schlaf- und Wohnräumen und kann zusätzlich auch für die Heißwasserversorgung des Hauses dienen.

## Technische Varianten
Es existieren zwei grundlegende Varianten bei den Heizungsherden, die geschlossenen, druckführenden Systeme und die offenen, drucklosen Anlagen.

### Druckführende Anlagen
Bei den geschlossenen, druckführenden Anlagen fließt das Wasser aus der Heizungsanlage über zwei Anschlüsse an die Heizungsanlage so in den Heizungsherd, dass das Heizungswasser direkten Kontakt mit den flammenberührten Wänden aufweist. Das Wasser der Heizungsanlage wird stets mit dem Wasser des Heizungsherds ausgetauscht bzw. ist es dasselbe Wasser. Bei diesen Systemen ist zur Vermeidung von Korrosion durch evtl. auftretendes Kondenswasser eine Rücklauftemperaturanhebung dem Heizungsherd vorzuschalten. Der im Heizungsnetz vorhandene Druck steht auch in allen Bereichen des Heizungsherds an.

### Drucklose Anlagen
Bei den offenen, drucklosen Anlagen befindet sich bereits ein fest installierter Wärmeübertrager innerhalb des Heizungsherdes. Das Wasser der Heizungsanlage kommt nicht in Kontakt mit den flammenberührten Wänden. Es liegen bei diesen Systemen zwei voneinander getrennte Wasserbereiche vor, dem Wasser im Wärmeübertrager und dem Wasser im Heizungsherd. Das Wasser im Wärmeübertrager wird nicht mit dem Wasser im Heizungsherd vermischt. Wenn der Heizungsherd in Betrieb genommen wird, erhitzen sich zunächst die flammenberührten Wände und das dahinter liegende Wasser wird erhitzt. Der Wärmeübertrager liegt nun in diesem erhitzten Wasser und wird ebenfalls erhitzt. Erst wenn das Wasser des Heizungsherds eine einstellbare Temperatur überschreitet fließt das Wasser der Heizungsanlage durch den Wärmeübertrager. Hierdurch wird sichergestellt, dass kein zu kaltes Wasser aus der Heizungsanlage zu den flammenberührten Wänden gelangt und es kann keine Korrosion durch Kondenswasser auftreten. Weiterhin entfällt bei solchen System der Einbau einer Rücklauftemperaturanhebung. Die Anlagen sind offen und stehen daher nicht unter Druck was die Sicherheit erhöht, lediglich der im Heizungsherd integrierte Wärmeübertrager, der an die Heizungsanlage angeschlossen wird, ist mit dem Druck beaufschlagt, der im Heizungssystem vorgegeben wird. Dieser Druck wird benötigt, um höherliegende Heizkörper mit heißem Wasser zu versorgen.

## Eingruppierung in eine Europäische Norm
Die Technischen Anforderungen, die ein wasserführender Heizungsherd in Europa erfüllen muss, sind in der EN 12815 einheitlich für Europa festgelegt. Diese Norm fasst alle sicherheitsrelevanten Anforderungen sowie die Anforderungen an den Wirkungsgrad zusammen. Weiterhin regelt die Norm, welche Prüfungen ein technisches Prüfinstitut durchführen muss, damit ein wasserführender Heizungsherd in Europa vertrieben werden darf. Die Prüfung nach der Norm hat der Hersteller bei einem akkreditierten Prüfinstitut durchführen zu lassen. Der Nachweis der Einhaltung der in der EN 12815 genannten Anforderungen erfolgt durch den Hersteller auf dem am Heizungsherd anzubringenden Typenschild.

## Umweltschutz
Die Anforderungen, die der Umweltschutz an Heizungsherde stellt, sind auf zwei rechtlichen Ebenen, der europäischen und der nationalen Ebene festgelegt. So erfolgen zusätzlich zu den in der EN 12815 festgelegten Sicherheits- und Leistungsprüfungen auch Untersuchungen der Rauchgase. Die EN 12815 nennt für Europa zulässige maximale Gehalte an Kohlenmonoxid (CO). Die Norm sieht eine Begrenzung des CO-Gehaltes von 12.500 mg/m3 bei einem Bezugssauerstoffgehalt von 13 Vol.-% vor. Diese Begrenzung kann gemäß der EN 12815 durch nationale Gesetze und Verordnungen weiter abgesenkt werden. Für Deutschland ist mit der Verordnung über kleine und mittlere Feuerungsanlagen vom 26. Januar 2010 bundesweit einheitlich verschärft festgelegt worden, dass der Gehalt an Kohlenmonoxid (CO) nicht mehr als 3.500 mg/m3 (Stufe 1) bzw. 1.500 mg/m3 (Stufe 2) bei einem Bezugssauerstoffgehalt von 13 Vol.-% betragen darf. Dieses entspricht im Vergleich zu anderen Ländern in Europa eine Herabsetzung auf 28 % bzw. 12 % des Grenzwertes, der in anderen europäischen Ländern zulässig ist und stellt somit eine signifikante technische Herausforderung an die Hersteller von wasserführenden Heizungsherden dar. Der Nachweis der Einhaltung zusätzlicher Umweltschutzanforderungen erfolgt durch den Hersteller auf dem am Heizungsherd anzubringenden Typenschild. Weiterhin legen nationale Regelungen im deutschsprachigen Raum fest, dass der in der EN 12815 genannte Wirkungsgrad von 60 % auf 75 % erhöht wird und es erfolgt auch eine deutliche Begrenzung der Feinstaubemissionen.

## Rechtliches Regelwerk in Europa und in Deutschland
Hersteller von Heizungsherden dürfen entsprechend dem Bauproduktegesetz diese innerhalb der EU und der Schweiz nur vertreiben, wenn sie eine Prüfung nach EN 12815 durchführen ließen oder eine Anerkennung durch ein nationales Institut, wie z. B. dem Deutschen Institut für Bautechnik (DIBt) in Berlin erhalten haben.
Für den Betrieb eines wasserführenden Heizungsherdes sind die in der Verordnung über kleine und mittlere Feuerungsanlagen festgelegten Vorgaben zu erfüllen. Diese sind: - Prüfung nach EN 12815 – Betrieb nur mit den festgelegten Brennstoffen (Holz, Pellet) – Nachweis der Einhaltung der Emissionswerte für CO und Staub – Nachweis der Einhaltung des Wirkungsgrads.
Heizungsherde sind gemäß § 2 der Verordnung über kleine und mittlere Feuerungsanlagen den Einzelraumfeuerungen gleichgestellt. Für „Altanlagen“, die vor dem 22. März 2010, dem Inkrafttreten der neu gefassten Verordnung über kleine und mittlere Feuerungsanlagen, errichtet und betrieben wurden, gelten langfristige Übergangsvorschriften.

## Verbrennungstechnik
Die im Brennmaterial enthaltene Wärme wird im Brennraum freigesetzt und durch den Heizungsherd aufgenommen. Die Wärme kann nun an ein Kochfeld, und falls vorhanden ein Backfach, sowie an den Aufstellungsraum und das Wohnhaus weitergegeben werden. Ein kleinerer Teil der Energie wird noch für den bei einem Naturzugkamin notwendigen Kaminzug verwendet. Die Wärme für den Aufstellungsraum wird in Form von Strahlungswärme bereitgestellt, wenn die Feuerungstür eine feuerfeste Glasscheibe besitzt. Weiterhin erfolgt die Wärmeabgabe an den Aufstellungsraum durch das Kochfeld und die äußeren, erwärmten Seitenwände, die wie ein Heizkörper wirken. Eine weitere Wärmemenge wird vom Ofenrohr an den Raum abgegeben. Die Wärmemenge, die vom Ofenrohr an den Wohnraum und einem Schornstein, der im Hausinneren verläuft, an das Haus abgegeben wird, hat ebenfalls einen Nutzen, diese Wärmemenge wird jedoch nicht bei der nach EN 12815 durchgeführten Wirkungsgradermittlung berücksichtigt. Diese Wärmemengen gibt es als zusätzlichen Gewinn für das Wohnhaus.

## Wärmeverteilung
Die im Heizungsherd erzeugte Wärme wird im ganzen Wohnhaus genutzt. Der Verteilung der Wärme im Wohnhaus erfolgt auf unterschiedlichen Wegen, wobei sich der jeweilige Anteil der Wärmemenge regulieren lässt. So kann die Wärme durch Wärmestrahlung direkt vom Heizungsherd an den Aufstellungsraum abgegeben werden. Weiterhin kann der wasserführende Heizungsherd, weil er mit der Heizungsanlage des Hauses verbunden ist, das von ihm erzeugte Heißwasser mittels Umwälzpumpen in die Heizungsanlage fördern. Die Heizungsanlage verteilt dann die vom Heizungsherd erzeugte Wärme an die Heizkörper und auch an einen Heißwasserspeicher, so dass für die Dusche und die Badewanne das notwendige Heißwasser bereitgestellt wird. Weiterhin kann die im Heizungsherd z. B. beim Abend am Kaminfeuer erzeugte Wärme auch in einem Pufferspeicher gespeichert und so z. B. erst am Folgetag genutzt werden. Die Heiztechnik kann im Solobetrieb oder im Verbund mit anderen Wärmeerzeugern ein Haus beheizen.
Im Solobetrieb wird durch eine Umwälzpumpe die Wärme vom Heizungsherd in das Leitungsnetz der Heizungsanlage gepumpt. Das im Heizungsherd erzeugte heiße Wasser wird dann den Heizkörpern zugeführt, die z. B. über Regelthermostate verfügen und für ein behagliches Wohnklima sorgen. Wird ein Heizungsherd im Solobetrieb verwendet, so ist im Heizungsnetz neben der Umwälzpumpe und den Heizkörpern auch ein Ausdehnungsgefäß einzubauen.
Im Verbund mit einer Öl- oder Gasheizung kann der wasserführende Heizungsherd diese weitgehend ersetzen und so deutlich den Öl- und Gasverbrauch reduzieren.
Auch kann zusätzlich zum Heizungsherd eine Solaranlage betrieben werden. Insbesondere in Zeiten geringerer Sonneneinstrahlung liefert dann der Heizungsherd die benötigte Wärme.

## Herstellernachweise
Alle für die Aufstellung relevanten rechtlichen Nachweise, wie z. B. über die Prüfung nach EN 12815, den Nachweis der Einhaltung der Umweltschutzanforderungen, wie z. B. der Verordnung über kleine und mittlere Feuerungsanlagen für die Bundesrepublik Deutschland oder anderen nationalen Regelungen, sind vom Hersteller auf dem Typenschild zu dokumentieren. In Deutschland entnimmt der zuständige Bezirksschornsteinfeger dem Typenschild alle für eine Bauabnahme relevanten Daten.

## Geschichte
Anordnungen unter Pfalzgraf Karl IV. aus dem Jahr 1772 dienten auch der Verhütung eines Brandes im Zusammenhang mit häuslichen Feuerstätten. Nach gleichzeitigen Bauvorschriften durften keine Holzschornsteine mehr errichtet, keine hölzernen Schläuche mehr eingebaut werden, die den Rauch der Feuerstätte zum Kamin zu leiten hatten, wie es auch untersagt wurde, Ofenrohre zum Fenster hinauszuführen.